# Армстронг, Сэм
Сэмюэл «Сэм» Армстронг (англ. Samuel "Sam" Armstrong; 5 февраля 1893, Миннеаполис — 29 сентября 1976, Миннеаполис) — американский режиссёр, аниматор и сценарист, работавший в Disney Studios.

## Биография
Обучался в Philadelphia School of Industrial Art и Rochester Mechanics Art Institute. Ранее работал художественным редактором в Tacoma News Tribune. Также известен своими иллюстрациями и обложками для журнала Sunset. Присоединился к Disney Studios в 1934г. и ушёл в отставку в 1941г.

## Фильмография

### Режиссер
- 2000 —  «Clair de Lune»
- 1954 - 1991 — «Диснейленд»
  - 1958— "An Adventure in Art"
- 1946 — «Blue Bayou»
- 1942 — «Бэмби»/Bambie
- 1941 — «Дамбо»/Dumbo
- 1940 — «Фантазия»/Fantasia

### Аниматор
- 1959 — «Really Scent»
- 1959 — «Hare-Abian Nights»
- 1959 — «Палочка Банни»/Baton Bunny
- 1937 — «Белоснежка и семь гномов»/Snow White and the Seven Dwarfs
- 1937 — «Старая мельница»/The Old Mill

### Сценарист
- 1940 — «Чудесный дом Плуто»/Pluto's Dream House
- 1937 — «Страус Дональда»/Donald's Ostrich

### Прочее
- 1939 — «How Walt Disney Cartoons Are Made»

## Награды
- 1941 — Премия «Хьюго» в категории «Лучшая постановка, крупная форма» (Фантазия)[1]